# (680) Genoveva
(680) Genoveva ist ein Asteroid des Hauptgürtels, der am 22. April 1909 vom deutschen Astronomen August Kopff in Heidelberg entdeckt wurde. 
Als Herkunft des Namens wird die Hauptfigur aus dem Drama Genoveva von Friedrich Hebbel vermutet.